# 黛安·索耶
黛安·索耶（英語：Lila Diane Sawyer，1945年12月22日—），美国电视新闻记者，现供职于美国广播公司ABC。她担任美国广播公司早间新闻节目《早安美国》主播，直到2009年12月11日。
2009年9月2日，ABC新闻部宣布在2009年12月查尔斯·吉布森卸任之后，索耶将成为《ABC世界新闻》主播。
2001年，她被Ladies Home Journal杂志评选为美国30位最有影响女性之一。2007年，她在《福布斯》杂志评选的“世界百位最有影响女性”中排名第62位。

## 人生轨迹
黛安·索耶生于美国肯塔基州格拉斯哥，她是小学教师Jean W. (née Dunagan)和法官Erbon Powers "Tom" Sawyer的女儿。在她出生后不久，她们家就迁往肯塔基州的路易斯维尔，他的父亲作为共和党的政治和社区领袖在当地享有很高的声望。他还是肯塔基州杰斐逊县（Jefferson County, Kentucky）的法官／行政官，但是在1969年他死于路易斯维尔64号州际公路上的一次车祸中。坐落在路易斯维尔弗雷山地区的E. P. "Tom" Sawyer州立公园（E. P. "Tom" Sawyer State Park）就是为了纪念他而命名的。
索耶就读于路易維爾的Buechel地区的塞涅卡高中（Seneca High School）。1963年，她代表肯塔基州参加“美国高中小姐”（America's Junior Miss）选美，并赢得该奖学金。1967年，她畢業於马萨诸塞州的卫斯理学院（Wellesley College），主修英文。
在踏入新闻界之前，她又在路易斯维尔大学的法学院就读一个学期。
1988年4月29日，她与获奖导演迈克·尼科尔斯结婚，两人並无子女。尼科尔斯有Daisy (1974), Max (1964)，和Jenny (1977)三个孩子，均是前妻所生。索耶在此之前与尼克松的助手Frank Gannon以及美国外交官理查·霍布魯克有过关系。

## 职业生涯
黛安·索耶的职业生涯开始于1967年，当时她在肯塔基州路易斯维尔的WLKY-TV担任地方天气预报员和“天气女郎”。1970年，时任白宫新闻秘书罗纳德·泽格勒聘请她加入尼克松的行政团队。索耶在那里工作直到1974年尼克松因“水门事件”辞职，1974－75年，她又成为了尼克松和后任总统福特的过度团队里的一员。之后她与尼克松一同前往加州，并且协助他完成了回忆录的撰写，尼克松的回忆录于1978年出版。她还帮助策划了1977年尼克松与记者大卫·弗罗斯特的电视专访。几年后，索耶也曾被怀疑是在水门事件中向《华盛顿邮报》记者鲍勃·伍德沃德泄密的“深喉”（Deep Throat）。长期担任尼克松的心腹，曾被称为“尼克松的拉比”（"Nixon's rabbi"）的Rabbi Baruch Korff在临终前就表示，他相信黛安·索耶就是深喉。索耶对此一笑置之，她是被伍德沃德公开否定是“深喉”的六个人中的一个。
1978年，黛安·索耶加盟哥伦比亚广播公司，担任政治记者，后任CBS新闻驻国务院记者。1981年与Bill Kurtis一同成为《CBS早间新闻》（CBS Morning News）的联合主播。1984年，她成为《60分钟时事杂志》的首位女性记者，她在此工作了五年。
她是1980年民主党全国代表大会和1984年民主、共和两党全国代表大会的提问记者，1988年她成为民主党和共和党全国代表大会的登台记者。
1989年2月，她跳槽至美国广播公司，与山姆·唐纳德森（Sam Donaldson）共同担任《黄金时间现场》节目的主持人。1994年3月起，她成为ABC新闻节目Turning Point的主持之一。1998－2000年，她成为《20/20》节目的联合主持，每周三与山姆·唐纳德森共同主持，每周日与芭芭拉·沃尔特斯合作主持。
1999年1月，索耶以高额年薪重回早间新闻时段，与查尔斯·吉布森共同担当《早安美国》节目的联合主持。当初接受这一工作时只是暂时担任，但是索耶的出任却使得该节目在收视率上成功击败其竞争对手NBC的《今天》，这个远高于预期的结果使得索耶在这一位子上一直坐到今天。
2009年9月2日，索耶被宣布成为查尔斯·吉布森的继任者，吉布森将于2009年12月18日离开《ABC世界新闻》的主播台。她于2009年12月11日离开《早安美国》节目，并于2009年12月21日开始主播《ABC世界新闻》。届时她与哥伦比亚广播公司的凯蒂·库瑞克（Katie Couric）一同，使三大广播公司晚间新闻主播的两位成为女性。

## 重要经历

### 电视节目
- 1980–1982: CBS《宇宙》（Universe，也被称为《沃尔特·克朗凯特的宇宙Walter Cronkite's Universe》）临时记者
- 1981–1982: CBS《早晨》（Morning with Charles Kuralt and Diane Sawyer）联合主播
- 1982–1984: CBS《CBS早间新闻》（CBS Morning News）联合主播
- 1983: CBS《CBS晚间新闻》（CBS Evening News with Dan Rather）记者
- 1983–1989: CBS《60分钟时事杂志》记者[6][7]
- 1984: CBS《美国巡礼》（The American Parade，也被称为《十字路口Crossroads》）临时记者
- 1989年2月–1998年，2000年至今：ABC《黄金时间现场》联合主持[6][7]
- 1992：艺术与娱乐公司（Arts and Entertainment）《20世纪这一班》（The Class of the 20th Century）参与者
- 1993–1995: ABC《第一天》（Day One）记者（1995年成为联合主持）
- 1994年3月–1997年：ABCTurning Point（也被称为Moment of Crisis）主持[8]
- 1998–2000: ABC《20/20》联合主持[7]
- 1999年起：ABCVanished主播
- 1999年1月18日–2009年12月11日：《早安美国》联合主播[6]
- 1999–2000: ABC 2000 Today[7]
- 2001年起：ABCAmerica.01主播
- 2009年12月21日起：《ABC世界新闻》主播

此外索耶还担任ABC多档新闻节目（包括《ABC世界新闻》、《夜线》等）的出镜记者。

## 得奖及所在组织
- 黛安·索耶及其报道制片人Robbie Gordon获得2004年George Polk奖的电视报道大奖。该奖由长岛大学（Long Island University）每年授予在新闻公正和调查报道方面做出突出贡献者。[9]
- 黛安·索耶曾多次获得艾美奖，以及杜邦奖（Dupont Awards）、罗伯特·F·肯尼迪奖（Robert F. Kennedy awards）。
- 黛安·索耶曾获得首届调查记者和编辑协会（Investigative Reporters and Editors Association）大奖。
- 黛安·索耶于1997年进入电视学院名人堂（Television Academy Hall of Fame），成为获得此项殊荣的第13批成员。
- 黛安·索耶是美国外交关系委员会（Council on Foreign Relations）成员。
- 黛安·索耶是Robin Hood基金会前任董事会成员。该基金会是试图在纽约地区缓解贫困所造成问题的慈善组织。

## 著名采访
黛安·索耶曾采访了许多著名政治人物，例如：
- 美国总统贝拉克·奥巴马
- 美国前总统乔治·W·布什
- 美国前总统及第一夫人比尔·克林顿和希拉里·克林顿夫妇——这是他们于1992年通过总统大选入主白宫后的首次访问[6]。
- 伊朗总统马哈茂德·艾哈迈迪内贾德（Mahmoud Ahmadinejad）——专访于2007年2月12日进行。这是内贾德首次接受美国记者专访。
- 叙利亚总统巴沙尔·阿萨德（Bashar al-Assad）
- 伊拉克前总统萨达姆·侯赛因——这是当时近10年来伊拉克总统首次接受西方电视记者采访。
- 美國首位女眾議院議長南希·佩洛西（Nancy Pelosi）
- 古巴前最高领导人菲德尔·卡斯特罗（Fidel Castro）
- 美国前任国防部长罗伯特·麦克纳马拉（Robert McNamara）
- 美国前第一夫人南希·里根
- 她还曾获特许前往朝鲜进行采访。

在娱乐明星方面，黛安·索耶采访过：
- 歌手惠特尼·休斯顿（Whitney Houston）和鲍比·布朗（Bobby Brown）
- 歌手迈克尔·杰克逊和丽莎·玛丽·普莱斯利（Lisa Marie Presley）
- 演员迈克尔·J·福克斯
- 喜剧演员艾倫·狄珍妮（Ellen DeGeneres，在她出櫃之后）
- 乡村音乐组合狄克西女子合唱團（Dixie Chicks）
- 歌手布蘭妮·斯皮爾斯（Britney Spears）

在採訪中，黛安·索耶曾一直持續且帶著責問地聚焦在布蘭妮的情感關係和性生活上，使僅有二十一歲布蘭妮落淚
- 流行歌手克萊·艾肯（Clay Aiken，两度访问）
- 演员梅尔·吉布森

索耶还曾采访多位臭名昭著的杀人犯，如查尔斯·曼森（Charles Manson）、Patricia Krenwinkel、Leslie Van Houten（1994年采访）以及Susan Atkins（2002年采访），這四人均為曼森家族成員。